# Dile
«Dile» fue el primer sencillo del álbum "The Last Don" del cantante de Reguetón Don Omar. Su fecha de salida promocional fue antes de la salida del álbum, el 14 de abril de 2003 y fue escrita junto con el sencillo "Lamento de una Gárgola" más conocida como "Luna" escrita en noviembre de 2002.

## Contenido
El propio Don Omar antes de dar salida a este sencillo había declarado que "estoy listo para emprender esta carrera y creo que con este disco la emprenderé de una gran forma" añadió 3 días antes del lanzamiento de "The Last Don". Esta canción contiene un ritmo tropical y además cuenta con el arreglo hecho por el DJ Eliel Lind Osorio. La canción incluye el coro del tema La Noche del cantautor colombiano Joe Arroyo.

## Recepción
El sencillo fue reconocido por Spin Awards y vendió 50 000 en 2007.Tuvo un éxito considerable en todas las listas de sencillos de Billboard Latino, alcanzando el número 47 en el Billboard Hot Latin Songs y en la lista Latin Airplay. Llegó al número 8 en la Tropical Airplay, al número 37 en la Latin Pop Airplay y al 39 en la Regional Mexican Airplay. La canción también fue incluida en la lista de sencillos francesa en el número 46, y en el número 48 en la lista de sencillos suiza. 
En el 2025, el sencillo del álbum The Last Don logró mil millones en Spotify.

## Posición en listas
| Lista (2004–2005)                       | Máxima posición |
| --------------------------------------- | --------------- |
| Estados Unidos (Hot Latin Songs)        | 47              |
| Estados Unidos (Latin Pop Airplay)      | 37              |
| Estados Unidos (Latin Airplay)          | 47              |
| Estados Unidos (Tropical Airplay)       | 8               |
| Estados Unidos (Regional Mexican Songs) | 39              |
| Francia (SNEP)                          | 46              |
| Suiza (Schweizer Hitparade)             | 48              |